# Bingie Madison
Bingie S. Madison  (* 1902 in Des Moines; † Juli 1978 in New York City) war ein US-amerikanischer Jazzmusiker (Piano, Klarinette, Bariton- und Tenorsaxophon).

## Leben und Wirken
Bingie Madison begann seine Musikerkarriere als Pianist (unter anderem in Stummfilmen) in Des Moines, Iowa und tourte dann 1921 durch Kanada und Kalifornien. Von 1922 bis 1925 spielte er als Pianist im Quartett des Altsaxophonisten Bobby Brown und Bernie Davis, dann wechselte er zu den Holzblasinstrumenten. Seine erste eigene Band leitete er 1926, spielte kurz in der Band von Cliff Jackson und dann in der des Posaunisten Lew Henry, dessen Band er Ende der 1920er Jahre übernahm. 1930 löste sich die Band auf, er spielte kurz bei Elmer Snowden, um dann 1930 eine eigene Big Band in New York zu leiten mit Sitz im Broadway Danceland. Er war auch der erste Leiter der Mills Blue Rhythm Band. Danach war er kurz bei Sam Wooding, Lucky Millinder und Billy Fowler. 1931 wirkte er an Aufnahmen von Clarence Williams mit und 1932 wurde er Mitglied in Luis Russells Orchester, wo er bis 1940 blieb und für das er auch arrangierte. In dieser Zeit bei Russell begleitete er auch Louis Armstrong bei Aufnahmen. Die Luis Russell Big Band war ab 1935 praktisch die Backup-Band von Armstrong. In den 1940er Jahren arbeitete er bei Edgar Hayes, Ovie Alston, Alberto Socarras (1943 bis 1947) und Hank Duncan. Bis in die 1960er Jahre leitete Madison auch eigene Formationen; er hatte aber keine Gelegenheit zu Aufnahmen unter eigenem Namen.